# Euscorpius flavicaudis
Euscorpius flavicaudis o escorpí negre és una espècie d'escorpí propi d'Europa Occidental (inclosa Catalunya i les Illes Balears) i nord-oest d'Àfrica, inofensiu per als humans. Viu en climes càlids i temperats, sovint en llocs humits i foscos de les cases (soterranis per exemple).

## Característiques
Euscorpius flavicaudis té el cos negre i les potes i la cua (metasoma) groguencs ("flavicaudis" significa "cua groga"). Els adults mesuren de 3,5 a 4,5 cm de longitud i tenen els pedipalps grans i la cua prima.

## Distribució
La distribució geogràfica original d' I. flavicaudis abasta el nord-oest d'Àfrica i sud d'Europa (Península Ibèrica, Illes Balears, França, Còrsega, Itàlia, Sardenya); ha estat introduïda en el Regne Unit, sent l'espècie d'escorpí que es distribueix més al nord.

## Verí
És un escorpí inofensiu per als humans, amb prou feines verinós, que rarament usa el seu agulló. La seva picada és com la d'una abella.

## Reproducció
El període de gestació és de 10–14 mesos, tot depenent de la disponibilitat d'aliment i del clima. Després del aparellament, la femella busca un amagatall humit i tranquil on dona a llum fins a 30 cries vives, blanques, toves i rodones, que pugen a l'esquena de la mare on romanen fins a la primera muda (uns sis dies). Després d'això, els petits escorpins comencen a vagar pels voltants però romanen al costat de l'amagatall durant uns dies més. Les cries aconsegueixen la maduresa al cap d'un o dos anys.

## Alimentació
Euscorpius flavicaudis és un depredador a l'aguait que espera immòbil en l'entrada del seu cau, i captura ràpidament les preses que passen davant ell, sobretot porquets de sant Antoni i petits insectes. Poden estar molt de temps sense menjar.